# (469987) 2006 HJ123
2006 إتش جاي 123 (ويعرف أيضًا باسم (469987) 2006 إتش جاي 123 وفق تسمية الكوكب الصغير) (بالإنجليزية: 2006 HJ123)‏ هو كويكب ضمن حزام الكويكبات؛ وترتيبه 469987 من حيث الاكتشاف.
اكتُشف هذا الجُرم الفلكي بواسطة مارك ويليام بوي في 2006.

## وصلات خارجية
- (469987) 2006 HJ123 في قاعدة بيانات مختبر الدفع النفاث لأجرام النظام الشمسي الصغيرة

- الاكتشاف · مخطط المدار ·  العناصر المدارية · المعلمات المادية

- (469987) 2006 HJ123 على موقع ويكي سكاي: DSS2, SDSS, GALEX, IRAS, Hydrogen α, X-Ray, Astrophoto, Sky Map, Articles and images